# 艾氏蛇鳗
艾氏蛇鳗（学名：Ophichthus lithinus），又稱石蛇鰻，为輻鰭魚綱鳗鲡目蛇鳗科蛇鳗属的鱼类。分布於西太平洋區，包括日本、韓國、中國、台灣、菲律賓、印尼、澳洲等海域，棲息在中底層水域，屬肉食性，生活習性不明。该物种的模式产地在台湾。

## 扩展阅读
維基物種上的相關：艾氏蛇鳗